# (1364) Safara
(1364) Safara – planetoida z pasa głównego asteroid okrążająca Słońce w ciągu 5 lat i 85 dni w średniej odległości 3,01 au. Została odkryta 18 listopada 1935 roku w Algiers Observatory w Algierze przez Louisa Boyera. Nazwa planetoidy pochodzi od André Safara, algierczyka. Przed nadaniem nazwy planetoida nosiła oznaczenie tymczasowe (1364) 1935 VB.